# Mónica Cervera Rodríguez
Mónica Cervera Rodríguez (Màlaga, 6 de juny de 1975) és una exactriu espanyola.

## Biografia
Encara que la seva biografia es refereix a ella com a malaguenya, la veritat és que va néixer a Marbella. Va estudiar dansa en Madrid i art dramàtic a la seva Màlaga natal. Va començar en el curtmetratge, Hongos, de Ramón Salazar. A televisió va participar en la sèrie Manos a la obra. En cinema, va formar part dels repartiments dels llargmetratges Octavia, Piedras, Entre vivir y soñar, Crimen ferpecto i 20 centímetros, que són comèdia i drama. Els seus més recents treballs són Busco i la sèrie Con dos tacones. El seu últim treball en teatre s'ha basat en un conte de l'escriptor Gabriel García Márquez, La mujer que llegaba a las seis.L'obra segueix el format del microteatro, només deu espectadors en cada sessió en una sala petita on actors i públic estan pròxims i formant part del mateix espectacle. L'obra ha estat dirigida per Joakín Lluna i porta el títol del conte.En aquesta obra va treballar al costat de l'actor José Prieto, ideòleg del projecte i guionista de l'obra. Actualment prepara una versió de Salomé (Oscar Wilde). El 2024, va revelar a la revista Semana que havia renunciat del tot a la interpretació, vivia en la indigència i dormia en un parc, per voluntat pròpia.

## Filmografia

### Cinema
| Any  | Pel·lícula          | Personatge      |
| ---- | ------------------- | --------------- |
| 1999 | Hongos              | Marisa Martínez |
| 2002 | Octavia             | Toñi            |
| 2002 | Piedras             | Anita           |
| 2004 | Entre vivir y soñar | Lucía           |
| 2004 | Crimen ferpecto     | Lourdes         |
| 2005 | 20 centímetros      | Marieta         |
| 2006 | Busco               | Mónica          |

### Sèries de televisió
| Any               | Sèrie             | Personatge                          | Notes       |
| ----------------- | ----------------- | ----------------------------------- | ----------- |
| 2000 - 2001       | Manos a la obra   | Nicolasa "Nico"                     | 14 episodis |
| 2006              | Con dos tacones   | Malena                              | 11 episodis |
| 2013 - 2014; 2016 | La que se avecina | María José "Marijose" Rivas Latorre | 3 episodis  |

### Teatre
| Any  | Obra Teatral                    | Director                                                           |
| ---- | ------------------------------- | ------------------------------------------------------------------ |
| 2013 | 80 Metros Cúbicos               | Juan Manuel F. Pina                                                |
| 2015 | La mujer que llegaba a las seis | Adaptació teatral del conte de G.G. Márquez, direcció Joakín Luna. |

## Premis
El festival de Màlaga va premiar Mónica Cervera pel seu paper a Hongos. També va rebre 3 nominacions entre els quals destaquen:
Premis Goya
| Any  | Pel·lícula      | Categoria               | Resultat |
| ---- | --------------- | ----------------------- | -------- |
| 2005 | Crimen ferpecto | Millor actriu revelació | Nominada |

Premis Unión de Actores
| Any  | Pel·lícula      | Categoria               | Resultat |
| ---- | --------------- | ----------------------- | -------- |
| 2005 | Crimen ferpecto | Millor actriu revelació | Nominada |